# شارلوت (تنسی)
شارلوت(به انگلیسی: Charlotte) شهری در ایالت تنسی کشور ایالات متحده آمریکا است که جمعیت آن در سرشماری سال ۲۰۱۰ میلادی، ۱٬۲۳۵ نفر بوده‌است.